# Високовськ
Високовськ — місто Росії, розташоване у Клинському муніципальному районі Московської області, на Клинсько-Дмитрівській гряді на річці  В'яз за 99 кілометрів на північний захід від Москви. Адміністративний центр — Високовського міського поселення.

## Міське поселення Високовськ
Міське поселення Високовськ складається з 18 населених пунктів: міста Високовська та 17 сіл.
Докладніше у статті Міське поселення Високовськ

## Історія

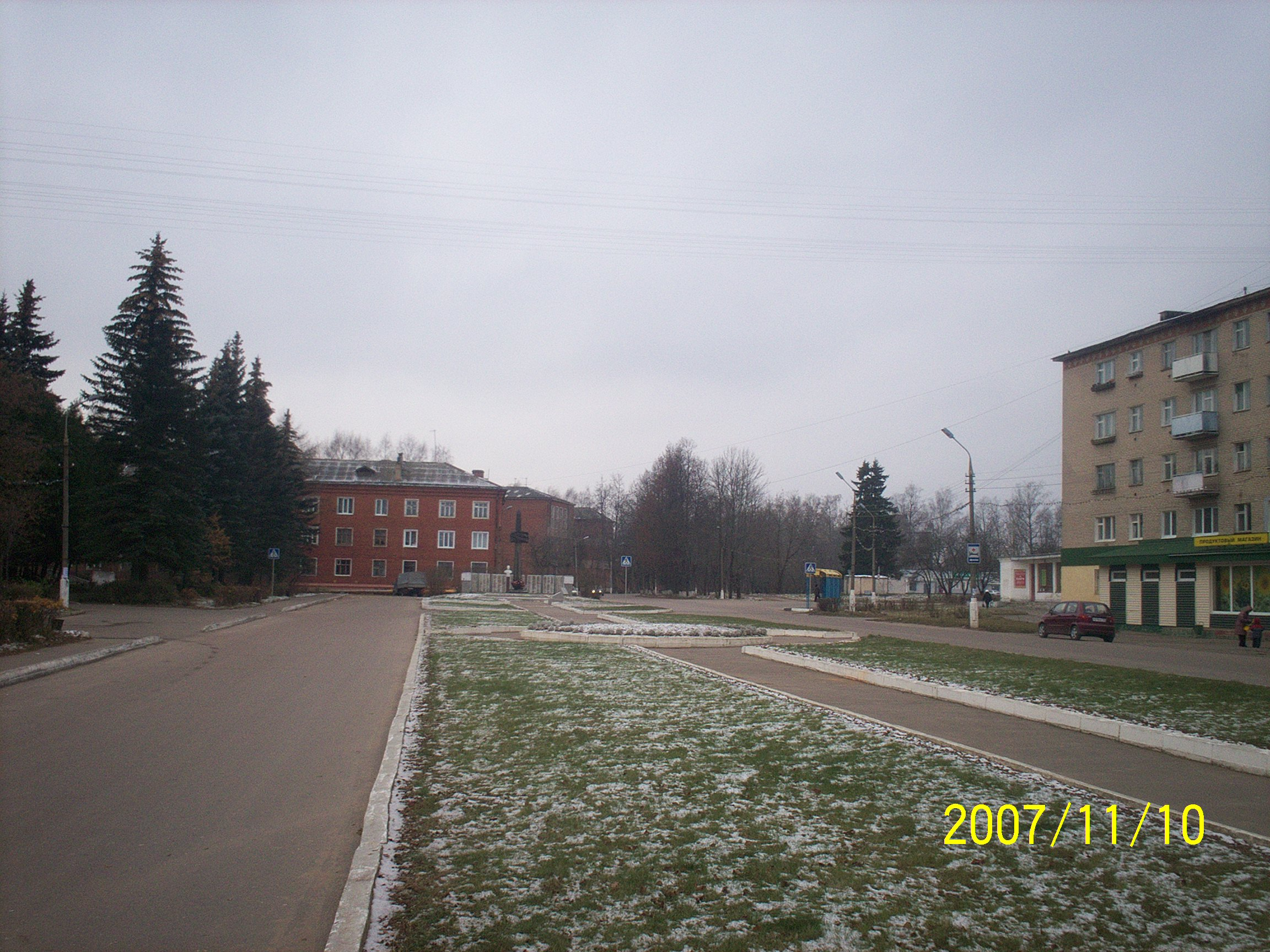
Центральна площа м. Високовська

У 1879 році «Товариством Високовської мануфактури» була створена ткацька фабрика а при ній постали села Високе та Новий Базар. У 1928 році ці два села були перетворені у робітниче селище Високовськ, а у 1940 році він оттримав статус міста.

## Символіка
Місто Високовськ має власний герб який затверджений виконкомом Високовської ради народних депутатів від 18 листопада 1988 року.

## Населення
| Рік  | Тис. нас. | Рік  | Тис. нас. |
| ---- | --------- | ---- | --------- |
| 1897 | 3.7       | 1989 | 11.6      |
| 1926 | 8.1       | 1992 | 11.5      |
| 1939 | 11.5      | 1996 | 11.4      |
| 1959 | 11.1      | 1998 | 11.9      |
| 1970 | 12.1      | 2000 | 11.8      |
| 1979 | 11.4      | 2010 | 10,9      |

## Міська адміністрація
Високовськ є центром міського поселення Високовськ. Головою міської адміністрації є В'ячеслав Евгенович Давидов.

## Підприємства
У 2000 році австрійська компанія Altro за $450 000 викупила Високовську мануфактуру з метою перетворити на сучасне підприємство галузі, вклавши в її реконструкцію $8,8 млн, аби її продукція відповідала європейським стандартам і могла йти на експорт.